# Obernai
Obernai (Duits: Oberehnheim, Elzassisch: Ewernahn of Owernah) is een gemeente in het Franse departement Bas-Rhin (regio Grand Est). De plaats maakt deel uit van het arrondissement Sélestat-Erstein. Obernai telde op 1 januari 2022 12.303 inwoners.
In Obernai brouwt Brasseries Kronenbourg de bieren van Kronenbourg, plus het abdijbier Grimbergen voor de Franse markt.

## Geografie
De oppervlakte van Obernai bedroeg op 1 januari 2022 25,74 vierkante kilometer; de bevolkingsdichtheid was toen 478 inwoners per km².  De gemeente ligt ongeveer 20 km ten zuidwesten van Straatsburg.

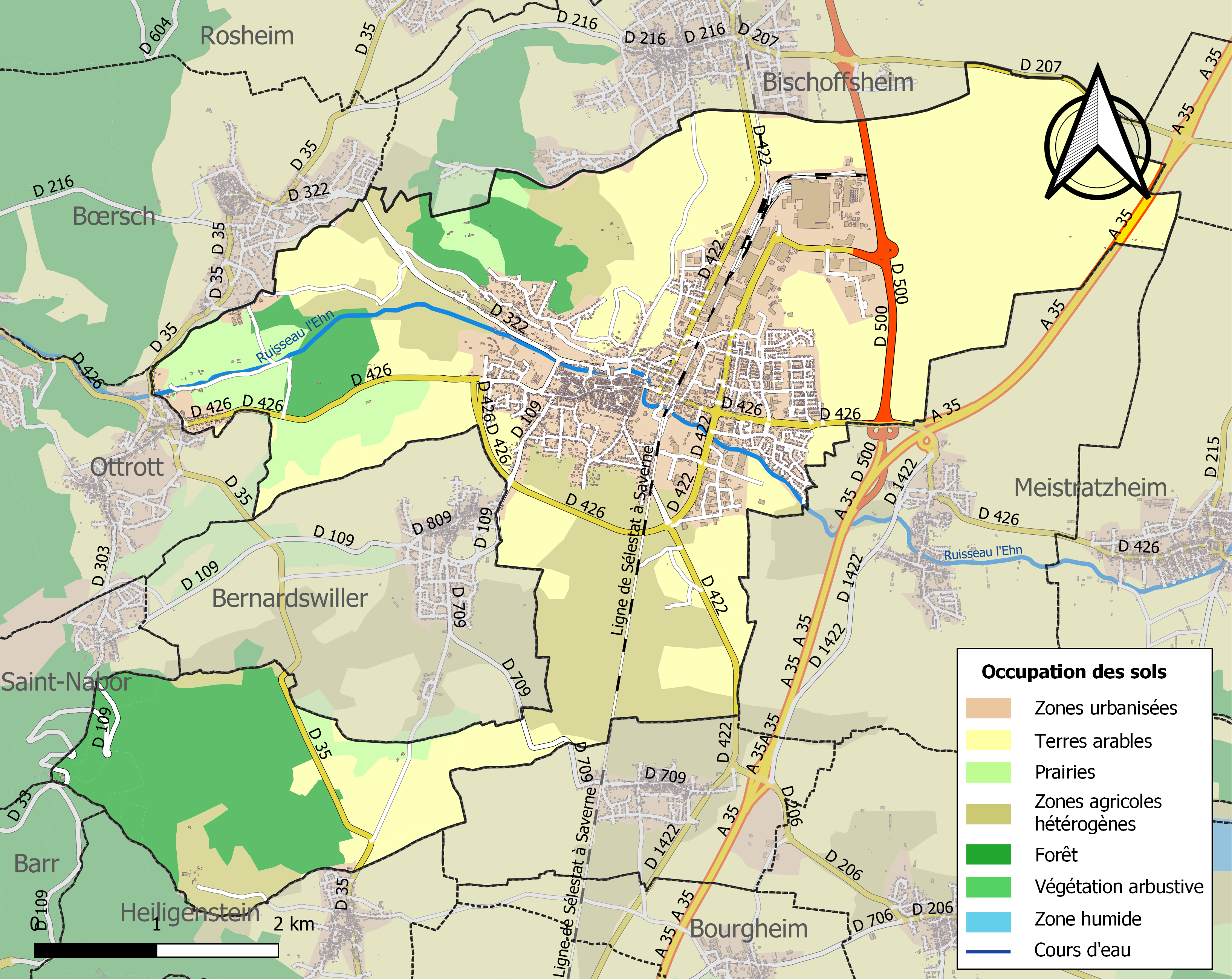
Kaart van de gemeente met de belangrijkste infrastructuur, bodemgebruik en omliggende gemeenten

## Geschiedenis

### Rijksstad
Obernai wordt in 778 voor het eerst vermeld. Het gebied is aanvankelijk in het bezit van de abdijen Munster en Hohenbourg. Aan het eind van de elfde eeuw bouwden de Hohenstaufen er een burcht. Omstreeks 1250 werd Oberehnheim vermeld als stad en omstreeks 1280 als rijksstad binnen de Boven-Rijnse Kreits van het Heilige Roomse Rijk (Duitsland). De stad sloot zich in 1354 aan bij de Tienstedenbond van de Elzas. Tot het gebied van de rijksstad behoorden ook het slot Kagenfels in het Klingenthal en het dorp Bernhardsweiler.
De Vrede van Münster van 1648 leverde de stad een onduidelijke status op: enerzijds gaf paragraaf 73 de landvoogdij Haguenau met de daarbij horende rechten over de stad aan Frankrijk, anderzijds verplichtte Frankrijk zich in paragraaf 87 om de rijksvrije status van de stad te respecteren. In 1674 bezette Frankrijk echter de rijksstad. Vervolgens werd de stad in het kader van de reunionspolitiek in 1680 door Frankrijk geannexeerd. In de Vrede van Rijswijk van 1697 erkenden de Europese mogendheden de inlijving van de rijksstad.

### 19e en 20e eeuw
In de 19e eeuw werden de stadsmuren geslecht en werd de stad aangesloten op het spoorwegnetwerk.
De stad leed weinig schade tijdens de Tweede Wereldoorlog en kende een economische bloei vanaf de jaren 1960 waarbij de bevolking van de stad meer dan verdubbelde.

## Verkeer en vervoer
In de gemeente ligt spoorwegstation Obernai. De plaats ligt op 1 km ten westen van de autosnelweg A35.

## Demografie
Onderstaande figuur toont het verloop van het inwonertal (bron: INSEE-tellingen).

## Geboren
- Odilia van de Elzas (circa 660-720), Merovingische heilige
- René Schickele (1883-1940), Duits-Frans schrijver, essayist en vertaler

## Overleden
- Anne Chrétien Louis de Hell (1783-1864), admiraal

## Bezienswaardigheden
Bij de kerk van Obernai staat een monument ter gedachtenis van de slachtoffers van de Frans-Duitse Oorlog (1870-1871). In de gemeente is er ook een monument voor de malgré-nous, Franse burgers uit de Elzas en Moezel die tijdens de Tweede Wereldoorlog gedwongen werden dienst te nemen in het Duitse leger.

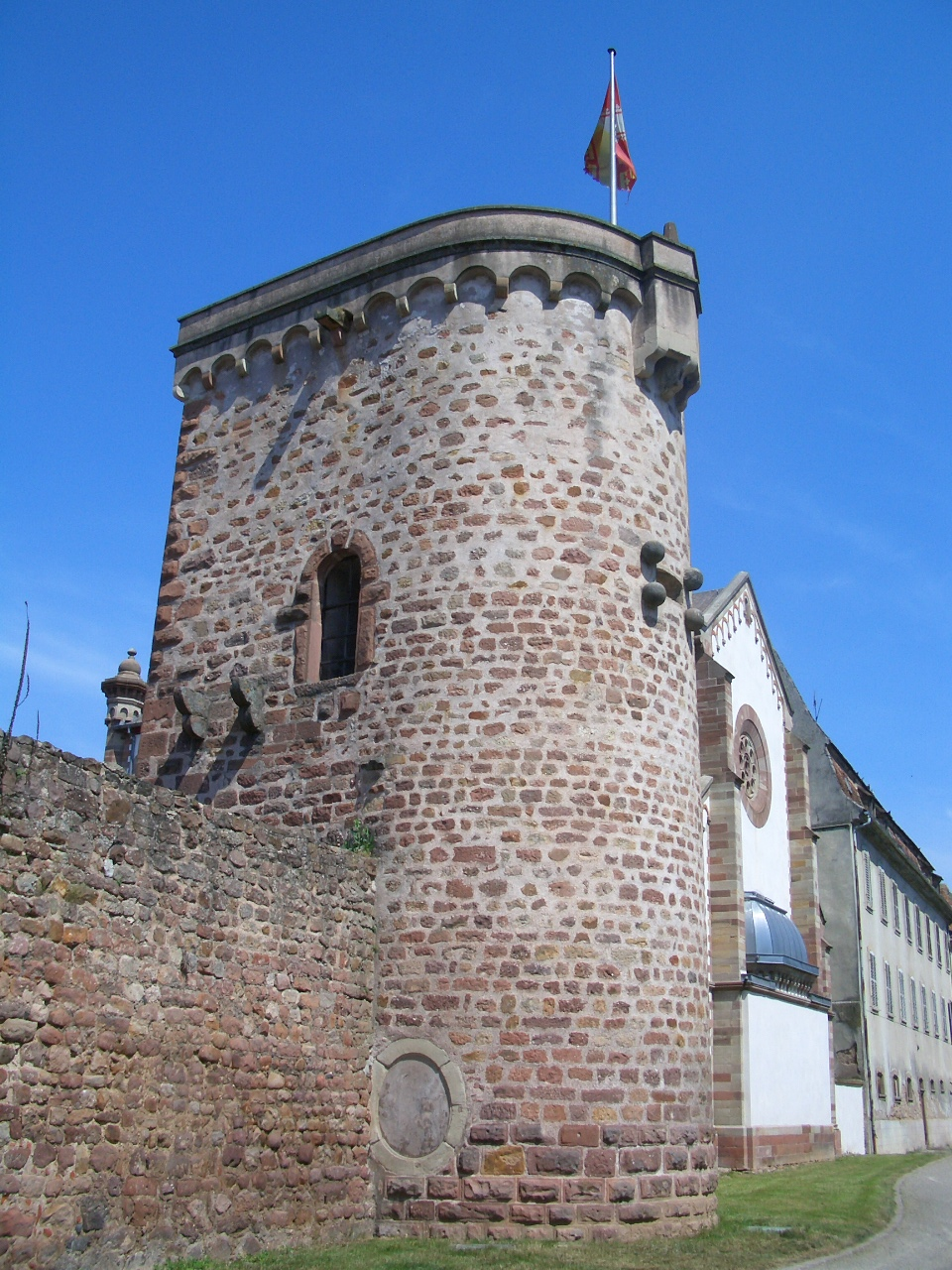
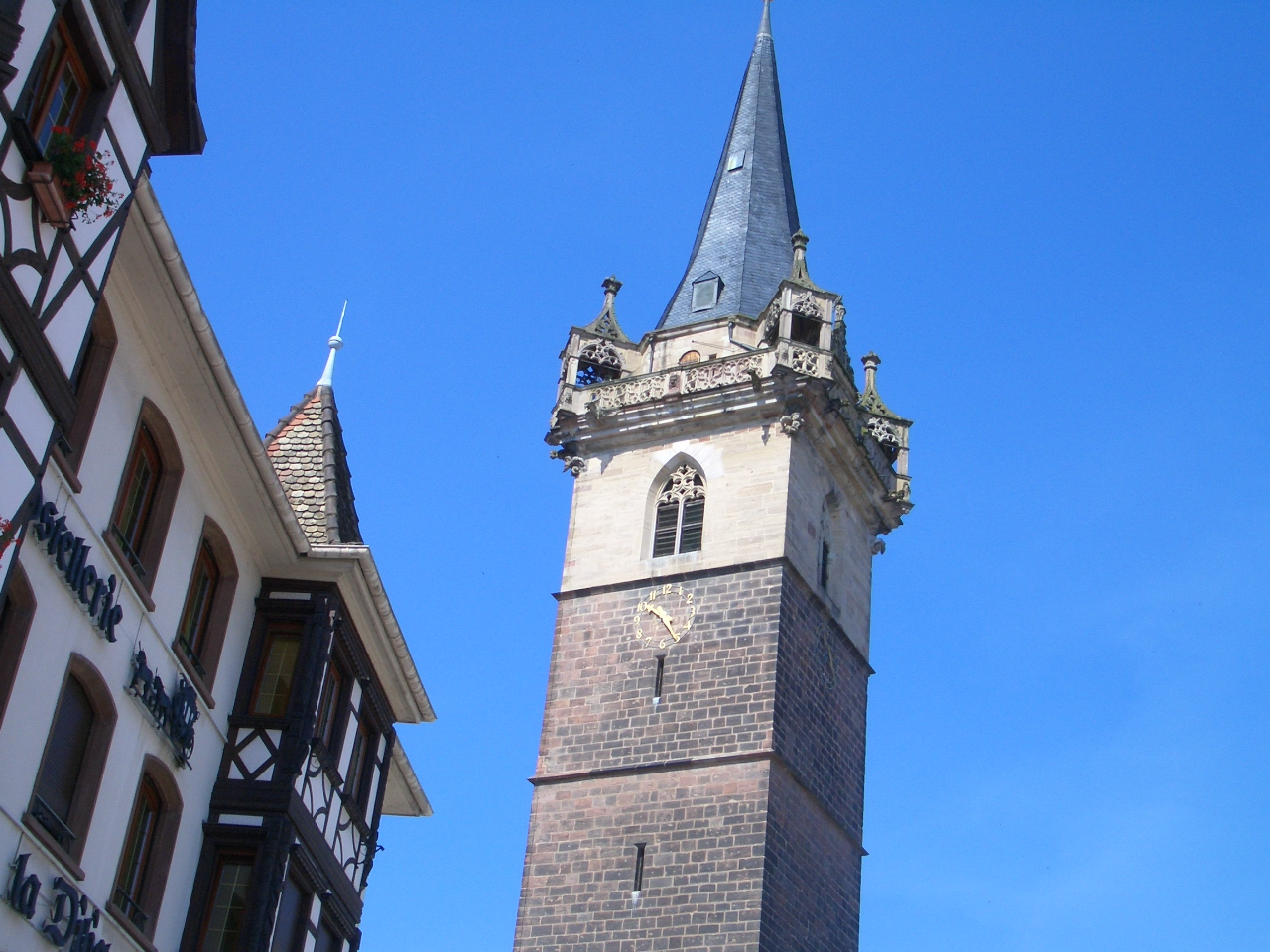
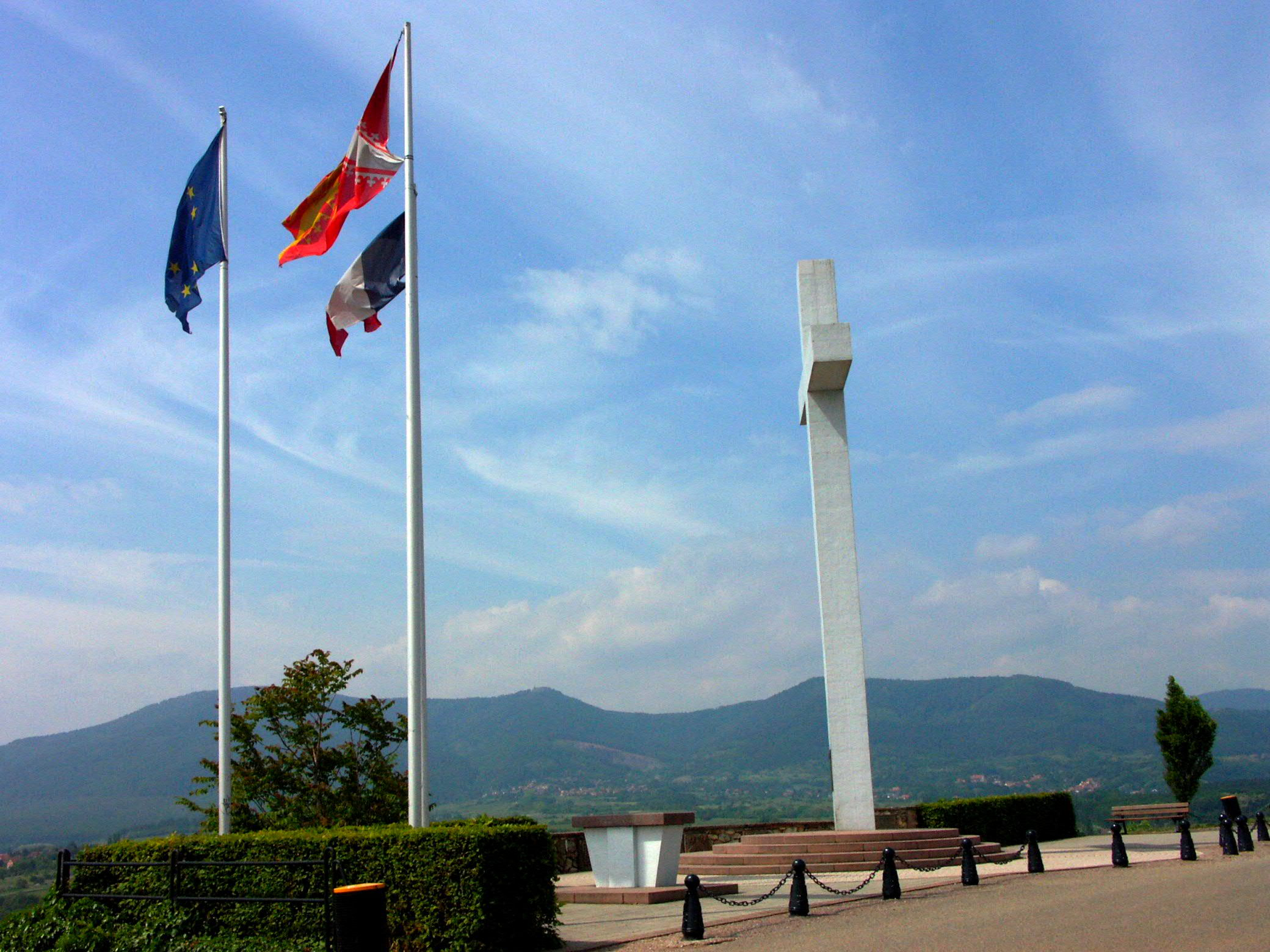